# 道恩多夫
道恩多夫（法語：Dauendorf，法語發音：[dauəndɔʁf] ⓘ）是法国下莱茵省的一个市镇，属于阿格诺-维桑堡区。

## 地理
道恩多夫（48°49'49"N, 7°39'19"E）面积7.63 平方千米，位于法国大東部大區下莱茵省，该省份为法国大陆部分最东部的省份，是阿尔萨斯的一部分，今与上莱茵省组成了阿尔萨斯欧洲集体，其南至上莱茵省，西南接孚日省和默尔特-摩泽尔省，西接摩泽尔省，北与德国接壤，东侧沿莱茵河与德国相望。
与道恩多夫接壤的市镇（或旧市镇、城区）包括：于尔维莱、阿格诺、于滕多夫、莫什维莱尔、尼德莫登、莫代尔河畔什韦古斯。
道恩多夫的时区为UTC+01:00、UTC+02:00（夏令时）。

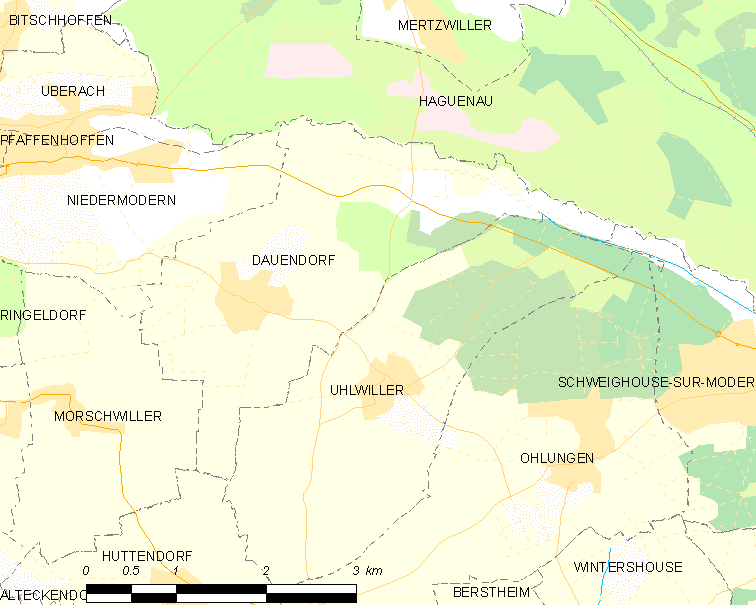
道恩多夫的OSM定位图

## 行政
道恩多夫的邮政编码为67350，INSEE市镇编码为67087。

## 政治
道恩多夫所属的省级选区为阿格诺县。

## 人口

1962-2008年间道恩多夫人口变化图示

道恩多夫于2022年1月1日时的人口数量为1433人。